# Hannibal Gaskin
Hannibal Gaskin (* 30. August 1997 in Georgetown) ist ein guyanischer Schwimmer.
Er nahm bei den Olympischen Sommerspielen 2016 in Rio de Janeiro (Brasilien) über 100 m Schmetterling teil. Seine Zeit von 58,57 Sekunden reichte allerdings nicht aus, um sich für ein Halbfinale zu qualifizieren. Er war Fahnenträger Guyanas während der Eröffnungszeremonie.
Außerdem nahm er an den Schwimmweltmeisterschaften 2015 (Kasan, Russland) und 2017 (Budapest, Ungarn), den Kurzbahnweltmeisterschaften 2012 (Istanbul, Türkei) und 2016 (Windsor, Kanada) sowie den Olympischen Jugend-Sommerspielen 2014 (Nanjing, China) teil.